# Білоусовка (селище)
Білоу́совка (каз. Белоусовка) — селище у складі Глибоківського району Східноказахстанської області Казахстану. Адміністративний центр та єдиний населений пункт Білоусовської селищної адміністрації.
Населення — 9434 особи (2021; 9649 у 2009, 9981 у 1999, 13045 у 1989).
Станом на 1989 рік селище мало статус селища міського типу.